# Lista de episódios de Diff'rent Strokes
Estão listados os 189 episódios de Diff'rent Strokes conhecido no Brasil como Minha Família é uma Bagunça da Nickelodeon e Arnold do SBT. Esta lista incluí sinopses e datas de exibição original. Os episódios estão em ordem de acordo com a data de exibição original.

## Resumo
| Temporada | Temporada | Episódios | Exibição original      | Exibição original   | Lançamento do DVD      | Lançamento do DVD |
| Temporada | Temporada | Episódios | Season premiere        | Season finale       | Lançamento do DVD      | Lançamento do DVD |
| --------- | --------- | --------- | ---------------------- | ------------------- | ---------------------- | ----------------- |
|           | 1         | 24        | 3 de novembro de 1978  | 4 de maio de 1979   | 14 de setembro de 2004 |                   |
|           | 2         | 26        | 21 de setembro de 1979 | 26 de março de 1980 | 31 de janeiro de 2006  |                   |
|           | 3         | 22        | 12 de novembro de 1980 | 13 de maio de 1981  | 17 de julho de 2012    |                   |
|           | 4         | 26        | 29 de outubro de 1981  | 20 de maio de 1982  | 20 de novembro de 2012 |                   |
|           | 5         | 24        | 2 de outubro de 1982   | 14 de maio de 1983  | 4 de abril de 2017     |                   |
|           | 6         | 24        | 1 de outubro de 1983   | 12 de maio de 1984  | 25 de julho de 2017*   |                   |
|           | 7         | 24        | 29 de setembro de 1984 | 4 de maio de 1985   | Não foi lançado**      |                   |
|           | 8         | 19        | 27 de setembro de 1985 | 7 de maio de 1986   | Não foi lançado**      |                   |

(*) Até o presente momento, apenas cinco temporadas foram lançadas em um DVD, com a sexta para ser lançada com essa data prevista.

(**) Não houve nenhuma informação de lançamento desta temporada em um DVD.

## Episódios

### 1ª Temporada: 1978-1979
- Gary Coleman, Todd Bridges e Conrad Bain estão presentes em todos os episódios.
- Dana Plato está ausente em um episódio.
- Charlotte Rae está ausente por quatro episódios.
- Kim Richards participa de um episódio da série.

| # Nº Geral | # Nº Temporada | Título no Brasil (Título Original)                        | Diretor(es)     | Roteirista(s)                                           | Exibição original       |
| --- | -------------- | --------------------------------------------------------- | --------------- | ------------------------------------------------------- | ----------------------- |
| 1 | 1              | "A Mudança (Movin’ In)"                                   | Helbert Kenwith | Ben Starr                                               | 3 de novembro de 1978   |
| O rico Phillip Drummond (Conrad Bain) se prepara para receber dois garotos do Harlem, Arnold (Gary Coleman) e Willis Jackson (Todd Bridges), que eram os filhos de sua última empregada. Sr. Drummond pretende que os dois garotos morem em seu apartamento na Park Avenue com ele, sua filha Kimberly (Dana Plato) e sua nova empregada Edna Garrett (Charlotte Rae). Arnold adora a ideia do Sr. Drummond de morar com ele, mas Willis deseja voltar para a velha casa deles no Harlem, então Arnold o ajuda a convencer do contrário. Nota: Este episódio mostra pela primeira vez o bordão de Arnold: “Que papo é esse Willis?”. |                |                                                           |                 |                                                         |                         |
| 2 | 2              | "A Assistente Social (The Social Worker)"                 | Helbert Kenwith | Budd Grossman                                           | 10 de novembro de 1978  |
| A assistente social (Ellen Travolta) sugere que Willis e Arnold deveriam morar com uma família negra ao invés de com os Drummonds, e Arnold fica com a impressão de que o Sr. Drummond concorda com isso. |                |                                                           |                 |                                                         |                         |
| 3 | 3              | "A Última Visita da Mamãe (Mother’s Last Visit)"          | Helbert Kenwith | William Raynor e Myles Wilder                           | 17 de novembro de 1978  |
| A mãe do Sr. Drummond (Irene Tedrow) faz uma visita e fica surpresa quando vê que seus dois novos netos são negros, então o Sr. Drummond tenta fazer com que ela supere seus preconceitos raciais. |                |                                                           |                 |                                                         |                         |
| 4 | 4              | "Escola Preparatória (The Prep School)"                   | Helbert Kenwith | Alan Rosen, Fred Rubin e Michael Russnow                | 24 de novembro de 1978  |
| O Sr. Drummond matricula Arnold e Willis em sua antiga escola, mas o diretor (Howard Morton) faz de tudo para que eles falhem em seus exames de admissão. Nota: Este episódio mostra pela primeira vez o bordão de Willis: “Como é?”. |                |                                                           |                 |                                                         |                         |
| 5 | 5              | "O Castigo (The Spanking)"                                | Helbert Kenwith | Fred S. Fox e Seaman Jacobs                             | 1 de dezembro de 1978   |
| Arnold se esconde do Sr. Drummond, para que ele não apanhe por se comportar mal, mas Willis decide dar a punição ele mesmo. |                |                                                           |                 |                                                         |                         |
| 6 | 6              | "Adeus, Boneca (Goodbye, Dolly)"                          | Helbert Kenwith | Albert E. Lewin                                         | 8 de dezembro de 1978   |
| O boneco valioso de Arnold é vendido, e Arnold tem problemas para dormir sem ele, então Sr. Drummond contrato um investigador particular para localizar o boneco. Porém, o investigador decide levar uma réplica ao invés disso, contudo Arnold reconhece a diferença. |                |                                                           |                 |                                                         |                         |
| 7 | 7              | "O Julgamento (The Trial)"                                | Helbert Kenwith | Alan Rosen & Fred Rubin                                 | 15 de dezembro de 1978  |
| Arnold é acusado de colocar seu peixe-dourado, Abraão, na banheira, então ele é posto em julgamento pela família Drummond para provar sua inocência. |                |                                                           |                 |                                                         |                         |
| 8–9 | 8–9            | "Restrospectiva (Restrospective)"                         | Helbert Kenwith | Budd Grossman, Howard Leeds e Ben Starr                 | 29 de dezembro de 1978  |
| A família Drummond recorda dos eventos passados em seu primeiro Natal com Arnold e Willis. Nota: Este episódio de uma hora foi dividido em duas partes pela distribuição. |                |                                                           |                 |                                                         |                         |
| 10 | 10             | "A Briga (The Fight)"                                     | Helbert Kenwith | Sandy Veith                                             | 5 de janeiro de 1979    |
| Arnold é forçado a lidar com um valentão da escola. Sr. Drummond não que ele brigue, mas Willis acha que brigar é a única opção. Nota: Esta é a primeira citação do valentão conhecido como “Fortão”, que é muitas vezes citado na série, mas nunca apareceu em pessoa. |                |                                                           |                 |                                                         |                         |
| 11 | 11             | "O Encontro do Clube (The Club Meeting)"                  | Helbert Kenwith | Tom e Ellen August                                      | 12 de janeiro de 1979   |
| Arnold e Willis convidam seus velhos amigos do Harlem para sua nova casa na Park Avenue, e deixam sua riqueza subir a cabeça. |                |                                                           |                 |                                                         |                         |
| 12 | 12             | "A Mulher (The Woman)"                                    | Helbert Kenwith | Ronald Alexander                                        | 19 de janeiro de 1979   |
| Sr. Drummond deseja casar com uma mulher (Elinor Donahue) que planeja enviar as crianças para um colégio interno. |                |                                                           |                 |                                                         |                         |
| 13 | 13             | "Sem Tempo Para Arnold (No Time For Arnold)"              | Helbert Kenwith | Albert E. Lewin                                         | 26 de janeiro de 1979   |
| Arnold finge fazer xixi na cama para receber mais atenção, mas quando o segredo é descoberto, Willis decide pregar uma peça em seu irmão da mesma maneira. |                |                                                           |                 |                                                         |                         |
| 14 | 14             | "O Parente (The Relative)"                                | Helbert Kenwith | Fred S. Fox e Seaman Jacobs                             | 2 de fevereiro de 1979  |
| Uma prima distante (LaWanda Page) visita Arnold e Willis, e quando ela vê como eles estão vivendo bem, ela finge uma lesão para estender sua estadia. |                |                                                           |                 |                                                         |                         |
| 15 | 15             | "O Tutor (The Tutor)"                                     | Helbert Kenwith | Sandy Veith                                             | 9 de fevereiro de 1979  |
| Sr. Drummond contrata um tutor para Arnold e Willis que tem métodos muito pouco ortodoxos para fazer com que eles aprendam, mas com sua ajuda, ele descobre um bloqueio mental que impede Willis de lembrar coisas que aconteceram em 1975, o ano em que seu pai morreu. |                |                                                           |                 |                                                         |                         |
| 16 | 16             | "O Novo Senhorio (The New Landlord)"                      | Helbert Kenwith | Norman Liebmann                                         | 16 de fevereiro de 1979 |
| O novo senhorio tenta despejar os Drummonds de seu apartamento na cobertura porque ele não gosta de crianças. |                |                                                           |                 |                                                         |                         |
| 17 | 17             | "A Privacidade de Willis (Willis’ Privacy)"               | Helbert Kenwith | Alan Rosen & Fred Robin                                 | 23 de fevereiro de 1979 |
| Willis está cansado de ter Arnold perturbando ele o tempo todo, então ele volta para o Harlem para ficar longe dele, pensando que isso seria o melhor. |                |                                                           |                 |                                                         |                         |
| 18 | 18             | "A Crise da Senhora Garrett (Mrs. Garrett’s Crisis)"      | Helbert Kenwith | Karyl Geld Miller                                       | 2 de março de 1979      |
| A Sra. Garrett sofre com a crise da meia idade quando ela sente que sua vida não é tão emocionante como a vida de suas amigas, mas logo ela percebe o quanto ela é importante para família Drummond. |                |                                                           |                 |                                                         |                         |
| 19 | 19             | "O Trabalho (The Job/Willis’ Job)"                        | Helbert Kenwith | Albert E. Lewin                                         | 16 de março de 1979     |
| Willis é contratado e demitido de um novo trabalho no mesmo dia, e esconde isso do Sr. Drummond, já que ele acha que o Sr. Drummond ficará desapontado com ele. |                |                                                           |                 |                                                         |                         |
| 20 | 20             | "A Viagem: Parte 1 (The Trip: Part 1)"                    | Helbert Kenwith | Howard Leeds, Martin Cohan e Ben Starr                  | 30 de março de 1979     |
| A empresa do Sr. Drummond compra uma estação de rádio onde o seu velho amigo de guerra, Larry Alder (McLean Stevenson) trabalha, então ele e sua família viajam para Portland para visitar Larry e suas filhas, Ruthie (Kim Richards) e Diane (Donna Wilkes). Nota: Esta é o primeiro de três crossovers com a série Hello, Larry. |                |                                                           |                 |                                                         |                         |
| 21 | 21             | "A Viagem: Parte 2 (The Trip: Part 2)"                    | Doug Rogers     | Woody Ring                                              | 30 de março de 1979     |
| A família Alder recebe a família Drummond em Portland, e Drummond está considerando automatizar a estação de Alder. Nota: A segunda parte é um episódio da série Hello, Larry. |                |                                                           |                 |                                                         |                         |
| 22 | 22             | "O Assalto (Getting Involved)"                            | Helbert Kenwith | Howard Leeds, Martin Cohan, Ben Starr e Norman Liebmann | 6 de abril de 1979      |
| Arnold testemunha um roubo e avisa a polícia, contudo um telefonema ameaçador força Sr. Drummond a impedir o envolvimento de Arnold. |                |                                                           |                 |                                                         |                         |
| 23 | 23             | "O Aniversário de Willis (Willis’ Birthday)"              | Helbert Kenwith | Michael G. Moye                                         | 13 de abril de 1979     |
| Willis deseja ter sua festa de aniversário novamente no Harlem com seus amigos, mas o Sr. Drummond fica preocupado de ir até lá. |                |                                                           |                 |                                                         |                         |
| 24 | 24             | "A Escola das Meninas (The Girls School/Garrett’s Girls)" | Helbert Kenwith | Dick Clair, Jenna McMahon, Howard Leeds e Ben Starr     | 4 de maio de 1979       |
| A Sra. Garrett ajuda as meninas de um caótico dormitório na escola de Kimberly. Nota: Este episódio é o episódio piloto para a spin-off The Facts Of Life. |                |                                                           |                 |                                                         |                         |

### 2ª Temporada: 1979-1980
- Gary Coleman, Dana Plato e Conrad Bain estão presentes em todos os episódios.
- Todd Bridges está ausente por um episódio.
- Charlotte Rae está ausente por três episódios.

| # Nº Geral | # Nº Temporada | Título no Brasil (Título Original)                                                      | Diretor(es)  | Roteirista(s)                                                           | Exibição original       |
| --- | -------------- | --------------------------------------------------------------------------------------- | ------------ | ----------------------------------------------------------------------- | ----------------------- |
| 25–26 | 1–2            | "A Namorada de Arnold (Arnold’s Girlfriend)"                                            | Gerren Keith | Howard Leeds, Ben Starr & Martin Cohan                                  | 21 de setembro de 1979  |
| Arnold está com muito medo de ir ao médico por causa de uma apendicite, mas seu medo acaba quando ele conhece uma menina chamada Alice, que tem que retirar suas amígdalas, então eles planejam compartilhar um quarto juntos no hospital. Contudo, seu pai (Dabney Coleman) decide ir contra isso quando ele descobre que Arnold é negro, então Sr. Drummond desfaz um acordo imobiliário que tinha com ele. Para ficarem juntos, Arnold e Alice fogem, o que leva a ambas as famílias a procura-los antes que o apêndice de Arnold exploda. Nota: Este episódio de uma hora foi dividido em duas partes pela distribuição. |                |                                                                                         |              |                                                                         |                         |
| 27 | 3              | "Confusão na TV: Parte 1 (Feudin’ and Fussin: Part 1)"                                  | Gerren Keith | Howard Leeds, Ben Starr & Martin Cohan                                  | 28 de setembro de 1979  |
| Os Alder visitam Nova York, pois os Drummond ajudam Larry a conseguir um trabalho apresentando um talk show da Televisão. Nota: Esta é o segundo de três crossovers com a série Hello, Larry. O jogador de basquete Meadowlark Lemon é um convidado especial. |                |                                                                                         |              |                                                                         |                         |
| 28 | 4              | "Confusão na TV: Parte 2(Feudin’ and Fussin: Part 2)"                                   | Doug Rogers  | George Tibbles e Woody King                                             | 28 de setembro de 1979  |
| A família Drummond recebe os Alders em sua casa, pois o teste de Larry para um talk show da Televisão é em Nova York. Nota: A segunda parte é um episódio da série Hello, Larry. |                |                                                                                         |              |                                                                         |                         |
| 29 | 5              | "O Romance da Senhora Garrett (Mrs. Garrett’s Romance)"                                 | Gerren Keith | Jerry Winnick                                                           | 12 de outubro de 1979   |
| Sra. Garrett namora um homem muito jovem (Philip Charles MacKenzie), mas descobre que ele na verdade está procurando por uma mãe ao invés de uma namorada. |                |                                                                                         |              |                                                                         |                         |
| 30 | 6              | "Pássaros e Abelhas (Birds and Bees)"                                                   | Gerren Keith | Ed Jurist                                                               | 19 de outubro de 1979   |
| Quando a gravidez de uma vizinha leva Arnold a perguntar de onde vem os bebês, ele ouve histórias divergentes de Willis e Sr. Drummond. |                |                                                                                         |              |                                                                         |                         |
| 31 | 7              | "O Herói de Arnold (Arnold’s Hero/The Hero)"                                            | Gerren Keith | Martin A. Ragaway, Howard Leeds, Ben Starr e Martin Cohan               | 24 de outubro de 1979   |
| Para conseguir que o pugilista Muhammad Ali visite Arnold, Kimberly e Willis falam para ele que Arnold está morrendo. |                |                                                                                         |              |                                                                         |                         |
| 32 | 8              | "A Adoção: Parte 1(The Adoption: Part 1)"                                               | Gerren Keith | Alan Rosen e Fred Rubin                                                 | 31 de outubro de 1979   |
| Chega o momento de Sr. Drummond finalemente oficializar a adoção de Arnold e Willis, mas o comerciante de lixo, Jethro Simpson (Whitman Mayo) finge ser seu primo e tenta interferir na adoção para poder obter uma herança que pertence aos meninos. Nota: Primeira aparição de Robert Rockwell como o advogado do Sr. Drummond, Tom Bishop. |                |                                                                                         |              |                                                                         |                         |
| 33 | 9              | "A Adoção: Parte 2 (The Adoption: Part 2)"                                              | Gerren Keith | Alan Rosen e Fred Rubin                                                 | 7 de novembro de 1979   |
| Quando parece que Willis e Arnold terão de viver legalmente com Jethro, a verdade sobre ele é revelada, e os meninos ficam livres para se tornarem oficialmente membros da família do Sr. Drummond. |                |                                                                                         |              |                                                                         |                         |
| 34 | 10             | "Dia de Pai e Fliho (Father and Son Day)"                                               | Gerren Keith | Joseph Sirota e Elaine Newman                                           | 14 de novembro de 1979  |
| Willis troca o Sr. Drummond por outro homem (Reggie Jackson) para ganhar uma competição atlética. |                |                                                                                         |              |                                                                         |                         |
| 35 | 11             | "Traição de Ação de Graças: Parte 1(Thanksgiving Crossover: Part 1)"                    | Gerren Keith | Howard Leeds, Ben Starr, Martin Cohan e George Tibbles                  | 28 de novembro de 1979  |
| Os Alder visitam os Drummond, e Larry e o Sr. Drummond discutem sobre um potencial negócio. Nota: Este é o último crossover com a série Hello, Larry. |                |                                                                                         |              |                                                                         |                         |
| 36 | 12             | "Traição de Ação de Graças: Parte 2 (Thanksgiving Crossover: Part 2)"                   | Doug Rogers  | George Tibbles, Woody Kling e Milt Rosen                                | 28 de novembro de 1979  |
| Os Alder vão para Nova York mais uma vez, para que Larry tente convencer a empresa de Philip Drummond sobre a compra de uma estação de TV que ele deseja gerenciar. Nota: A segunda parte é um episódio da série Hello, Larry. |                |                                                                                         |              |                                                                         |                         |
| 37 | 13             | "Os Rivais (The Rivals)"                                                                | Gerren Keith | Albert E. Lewin                                                         | 5 de dezembro de 1979   |
| Uma garota finge interesse em Arnold para se aproximar de Willis. Nota: Este é o último episódio com a participação de Charlotte Rae como membro do elenco, que continuou seu papel como Sra. Garrett na spin-off The Facts Of Life. |                |                                                                                         |              |                                                                         |                         |
| 38 | 14             | "O Relógio (Hot Watch)"                                                                 | Gerren Keith | Charles Stewart Jr. e Sr. Charles Stewart                               | 12 de dezembro de 1979  |
| Arnold e Willis encontram um relógio perdido no prédio, mas logo se tornam suspeitos quando descobrem que o relógio foi levado de um apartamento assaltado. |                |                                                                                         |              |                                                                         |                         |
| 39 | 15             | "A História do Cachorro (The Dog Story/A Dog Story)"                                    | Gerren Keith | Jess Korman e Roland Wolpert                                            | 19 de dezembro de 1979  |
| Arnold pode ter sido mordido por um cão com raiva, e tenta fazer de tudo para evitar tomar as vacinas contra a raiva. |                |                                                                                         |              |                                                                         |                         |
| 40 | 16             | "A Eleição (The Election)"                                                              | Gerren Keith | Howard Leeds, Ben Starr, Martin Cohan e Ed Jurist                       | 9 de janeiro de 1980    |
| Sr. Drummond decide no último minuto concorrer para um escritório de política local. Nota: Primeira aparição de Nedra Volz como a segunda empregada, Adelaide Brubaker, que apareceria como um personagem recorrente durante a segunda à quarta temporada. |                |                                                                                         |              |                                                                         |                         |
| 41 | 17             | "Encontro Amigável (Friendly Mate)"                                                     | Gerren Keith | Dawn Aldredge                                                           | 16 de janeiro de 1980   |
| Willis e Arnold colocam o Sr. Drummond em um encontro às cegas, mas a confusão surge quando o serviço de namoro acha que o Sr. Drummond é negro, e ele também acaba conseguindo um segundo encontro para a mesma noite. |                |                                                                                         |              |                                                                         |                         |
| 42 | 18             | "Pobre Drummond (Poor Drummond)"                                                        | Gerren Keith | Jaie Brashar, Ed Jurist, Howard Leeds, Ben Starr e Martin Cohan         | 23 de janeiro de 1980   |
| O fracasso do Sr. Drummond em obter um empréstimo para um negócio faz com que a família pense que estão à beira da falência, então Arnold e Willis tentam colocar seu pai no programa de ajuda do governo. No entanto, o homem do escritório do programa de ajuda pensa que possa ter algo suspeito e decide investigar. |                |                                                                                         |              |                                                                         |                         |
| 43 | 19             | "Grandes Negócios (Big Business)"                                                       | Gerren Keith | George Geiger, Ed Jurist, Howard Leeds, Ben Starr e Martin Cohan        | 30 de janeiro de 1980   |
| Arnold e Willis entram em um negócio de brownie, mas o negócio começa a subir suas cabeças quando eles demitem Kimberly e sobrecarregam Adelaide, então eles são forçados a fazerem os brownies sozinhos. |                |                                                                                         |              |                                                                         |                         |
| 44 | 20             | "O Retorno do Fortão (Return of the Gooch)"                                             | Gerren Keith | Howard Leeds, Ben Starr, Martin Cohan, Alan Roses e Fred Rubin          | 6 de fevereiro de 1980  |
| Arnold começa a ter aulas de artes marciais para se defender do Fortão, mas arruma uma confusão quando Willis o convence que ele tem um “pé matador”. |                |                                                                                         |              |                                                                         |                         |
| 45 | 21             | "Retrospectiva do Dia dos Namorados (Valentine’s Day Restrospective/Valentine’s Vigil)" | Gerren Keith | Howard Leeds, Ben Starr, Martin Cohan, Stephen Fischer e Arlene Sanford | 13 de fevereiro de 1980 |
| Arnold e Willis ficam presos acidentalmente no porão do apartamento, então eles relembram todos os eventos emocionais passados para passar o tempo, até que alguém deixe eles saírem. |                |                                                                                         |              |                                                                         |                         |
| 46 | 22             | "Adivinha Quem? (Skin Deep or True Blue/Guess Who?)"                                    | Gerren Keith | Howard Leeds, Ben Starr, Martin Cohan, Sandy Veith e Donald Ross        | 20 de fevereiro de 1980 |
| O novo interesse amoroso de Kimberly é preconceituoso e é descoberto quando ele não deixa sua irmã (Melora Hardin) ir em um encontro com Willis, então Kimberly decide dar-lhe uma lição. |                |                                                                                         |              |                                                                         |                         |
| 47 | 23             | "Puxa Saco (Teacher’s Pet)"                                                             | Gerren Keith | Sandy Veith e Donald Ross                                               | 27 de fevereiro de 1980 |
| A professora de Arnold (Mary Ann Mobley) começa a favorece-lo depois que ela começa a namorar com o Sr. Drummond. Nota: Os amigos de Arnold, Dudley (Shavar Ross) e Robbie (Steven Mond) aparecem pela primeira vez. Mobley eventualmente faria o papel da segunda esposa do Sr. Drummond, Maggie McKinney-Drummond, na oitava temporada. |                |                                                                                         |              |                                                                         |                         |
| 48 | 24             | "A Festa do Pijama (The Slumber Party)"                                                 | Gerren Keith | Fred S. Fox e Seaman Jacobs                                             | 12 de março de 1980     |
| Os amigos de Willis e as amigas da escola de Kimberly discutem sobre quem fará o que no apartamento, e acabam arruinando o encontro do Sr. Drummond. |                |                                                                                         |              |                                                                         |                         |
| 49 | 25             | "O Testamento (Arnold Faces Fatality/The Will)"                                         | Gerren Keith | Albert E. Lewin                                                         | 19 de março de 1980     |
| O amado peixe-dourado de Arnold, Abraão morre, e a família tenta esconder isso dele até eles conseguirem substituí-lo por outro. Quando Arnold fica desconfiado de que há algo errado e vê o testamento do Sr. Drummond, ele pensa que o Sr. Drummond está morrendo. |                |                                                                                         |              |                                                                         |                         |
| 50 | 26             | "O Dedo Duro (The Squealer)"                                                            | Gerren Keith | Joseph Sirota, Elaine Newman, Ed Jurist, Alan Rosen e Fred Rubin        | 26 de março de 1980     |
| Willis entra em uma gangue chamada Tarantulas, mas o Sr. Drummond o proibi de se juntar a eles. Infelizmente, Willis desafia suas ordens e acaba na cadeia. |                |                                                                                         |              |                                                                         |                         |

### 3ª Temporada: 1980-1981
- Gary Coleman, Dana Plato, Todd Bridges e Conrad Bain estão presentes em todos os episódios.
- Nedra Volz participa de quinze episódios da série como a nova empregada, Adelaide.
- Janet Jackson participa de um episódio da série.

| # Nº Geral | # Nº Temporada | Título no Brasil (Título Original)                       | Diretor(es)  | Roteirista(s)                                                        | Exibição original       |
| --- | -------------- | -------------------------------------------------------- | ------------ | -------------------------------------------------------------------- | ----------------------- |
| 51–52 | 1–2            | "O Roubo do Banco (The Bank Job)"                        | Gerren Keith | Howard Leeds, Ben Starr e Martin Cohan                               | 12 de novembro de 1980  |
| Arnold deseja impressionar Tuttie com seu dinheiro quando a família Drummond sai para um passeio, então ele e Willis vão ao banco para retirar dinheiro, mas eles juntamente com o Sr. Drummond ficam presos por ladrões. No final, o pensamento rápido de Arnold e Drummond salva o dia. Nota: Kim Fields participa como uma convidada especial fazendo o papel de Tuttie.                                                                                          |                |                                                          |              |                                                                      |                         |
| 53 | 3              | "A Corte de Pequenas Causas (Small Clains Court)"        | Gerren Keith | Hugh Wedlock, Ben Gershman, Ed Jurist e Gordon Mitchell              | 19 de novembro de 1980  |
| Arnold leva o dono de uma loja de brinquedos para a corte de pequenas causas por causa de seu novo trem quebrado. |                |                                                          |              |                                                                      |                         |
| 54 | 4              | "Mãe Substituta (Substitute Mother)"                     | Gerren Keith | Patricia Kane, Debra Frank e Scott Rubenstein                        | 26 de novembro de 1980  |
| Arnold deseja que a empregada temporária se torne sua nova mãe enquanto Adelaide está fora. Quando Adelaide volta mais cedo, Arnold descuidadamente deixa a impressão de que ela será substituída permanentemente. |                |                                                          |              |                                                                      |                         |
| 55–56 | 5–6            | "O Acidente (The Accident)"                              | Gerren Keith | Calvin Kelly, Howard Leeds, Ben Starr e Martin Cohan                 | 3 de dezembro de 1980   |
| Uma viagem para Disney é cancelada quando o Sr. Drummond é hospitalizado após uma batida de carro envolvendo um motorista bêbado e fica com amnésia. E se ele não conseguir recuperar sua memória, ele pode perder seus negócios e também a custódia de seus filhos, então as crianças tentam ajudá-lo a recuperar sua memória. Quando ele começa a lembrar de detalhes sobre a Kimberly e não sobre Arnold e Willis, eles decidem ir embora e voltar para o Harlem. |                |                                                          |              |                                                                      |                         |
| 57 | 7              | "Mãezinha (Little Mother)"                               | Gerren Keith | Ed Jurist                                                            | 10 de dezembro de 1980  |
| A amiga de Kimberly (Kari Michaelsen) está grávida, mas todo mundo pensa que na verdade quem está é a Kimberly. |                |                                                          |              |                                                                      |                         |
| 58 | 8              | "Jogador de Futebol (Football Father)"                   | Gerren Keith | Sandy Veith e Donald Ross                                            | 17 de dezembro de 1980  |
| Sr. Drummond suborna um rígido treinador de futebol para deixar Arnold entrar no time, em troca ele irá comprar novos uniformes para todos. Mas quando ele descobre a maneira que o treinador está motivando as crianças, ele volta atrás em sua decisão. |                |                                                          |              |                                                                      |                         |
| 59 | 9              | "Primeira Amor (First Love)"                             | Gerren Keith | Jerry Winnick                                                        | 31 de dezembro de 1980  |
| Sr. Drummond não quer que Willis veja sua namorada Charlene, porque isto está interferindo em seus estudos, mesmo assim eles combinam de ficarem juntos. Nota: Janet Jackson faz sua primeira aparição na série como Charlene DuPrey. |                |                                                          |              |                                                                      |                         |
| 60 | 10             | "Conte Suas Bençãos (Count Your Blessings)"              | Gerren Keith | Mara Lideks, Howard Leeds, Bem Starr e Martin Cohan                  | 7 de janeiro de 1981    |
| Arnold fica triste quando descobre que não ficará muito alto quando for mais velho, então o Sr. Drummond tem a ideia de que a filha cadeirante de uma sócia de seus negócios o mostre o quão abençoado ele é. |                |                                                          |              |                                                                      |                         |
| 61 | 11             | "O Empréstimo (The Loan)"                                | Gerren Keith | Mara Lideks, Howard Leeds, Bem Starr e Martin Cohan                  | 14 de janeiro de 1981   |
| Arnold deseja ajudar um jovem porteiro a entrar em um negócio de limusines, então ele empresta seu dinheiro para que ele possa apostar em uma corrida de cavalos. |                |                                                          |              |                                                                      |                         |
| 62 | 12             | "Raízes (Roots)"                                         | Gerren Keith | Kurt Taylor, John Donley e Howard Meyers                             | 21 de janeiro de 1981   |
| Os amigos de Willis acham que ele e Arnold perderam o contato com o lugar de onde eles vieram, então eles decidem adotar uma ideologia mais Afrocêntrica e excluem o resto da família. |                |                                                          |              |                                                                      |                         |
| 63 | 13             | "Viciado em Guloseimas (Junk Food Junkie/The Junk Food)" | Gerren Keith | Down Aldredge                                                        | 28 de janeiro de 1981   |
| Arnold é forçado a desistir comer guloseimas, o que se torna um problema já que sua escola tem máquinas de guloseimas, e a remoção delas pode diminuir suas chances de vencer a eleição da escola. Nota: Dody Goodman faz sua primeira aparição na série como a irmã do Sr. Drummond, Sophia, que faria algumas aparições na série durante a terceira e quarta temporadas.                                                                                           |                |                                                          |              |                                                                      |                         |
| 64 | 14             | "O Ônibus (The Bus)"                                     | Gerren Keith | Glenn Padnick                                                        | 4 de fevereiro de 1981  |
| Manifestantes ameaçam Arnold e seus colegas de turma quando eles se tornam parte de um programa de integração entre escolas. |                |                                                          |              |                                                                      |                         |
| 65 | 15             | "O Homem Mais Velho (The Older Man)"                     | Gerren Keith | Albert E. Lewin                                                      | 25 de fevereiro de 1981 |
| Kimberly veste uma peruca para uma peça da escola, que faz parecer mais velha, com isso acaba arrumando um encontro com um homem mais velho, então Arnold e Willis tentam colocar um fim nisso. Nota: Lisa Whelchel e Mindy Cohn (de The Facts Of Life) são convidadas especiais interpretando Blair e Natalie, respectivamente. |                |                                                          |              |                                                                      |                         |
| 66 | 16             | "Onde Há Esperança (Where There’s Hope)"                 | Gerren Keith | Walter E. Smith, John Donley e Howard Meyers                         | 4 de março de 1981      |
| Arnold está decidido sobre não querer uma menina desagradável (Monika Furness) vá em sua festa de aniversário, mas as coisas se tornam sérias quando ele descobre que ela é muito doente, então ele faz uma visita ao hospital para animá-la. |                |                                                          |              |                                                                      |                         |
| 67 | 17             | "O Mágico (The Magician/It’s Magic)"                     | Gerren Keith | Louis Smallwood, M. Martez Thomas, Ed Jurist e Gordon Mitchell       | 11 de março de 1981     |
| Arnold fica preso na borda do trigésimo andar depois de tentar impressionar sua família, uma repórter e o jogador de futebol Ed “Muito Alto” Jones com seu ato de mágica. |                |                                                          |              |                                                                      |                         |
| 68 | 18             | "Minha Bela Dama (Drummond’s Fair Lady)"                 | Gerren Keith | Jeff Lewis e Sandy Veith                                             | 18 de março de 1981     |
| Sr. Drummond recomenda uma mulher para uma posição em sua empresa, mas enfrenta uma forte oposição de seus colegas de trabalho, pelo fato de ser uma mulher, e de seus filhos, pois eles pensam que ela está o usando para conseguir o emprego. |                |                                                          |              |                                                                      |                         |
| 69 | 19             | "O Ancestral (The Ancestors)"                            | Gerren Keith | Calvin Kelly e Ed Jurist                                             | 25 de março de 1981     |
| Sr. Drummond descobre que seu ancestral era um comerciante de escravos, o que afeta seus planos de construir um centro comunitário no Harlem. |                |                                                          |              |                                                                      |                         |
| 70 | 20             | "Quase Norte Americano (Almost American)"                | Gerren Keith | Glenn Padnick, Warren Murray, Howard Leeds, Ben Starr e Martin Cohan | 1 de abril de 1981      |
| Uma estudante em uma aula de imigração e naturalização (Rosalind Chao) se torna uma suspeita em um roubo. Nota: Este episódio era um episódio piloto para uma possível série focada na aula de imigração e naturalização, mas nunca foi produzida. Os Drummond têm uma participação muito pequena nesse episódio. Rosalind Chao mais tarde interpretaria a professora de Arnold, Srta. Chung.                                                                        |                |                                                          |              |                                                                      |                         |
| 71 | 21             | "Espaço Para Mais Um (Room for One More)"                | Gerren Keith | Fred S. Fox e Seaman Jacobs                                          | 6 de maio de 1981       |
| Arnold tenta convencer Sr. Drummond a adotar Dudley quando ele descobre que seu pai adotivo (Le Tari) pode não ser mais capaz de mantê-lo. |                |                                                          |              |                                                                      |                         |
| 72 | 22             | "O Atleta (The Athlete)"                                 | Gerren Keith | Gordon Mitchell                                                      | 13 de maio de 1981      |
| Um esperto treinador de beisebol deseja ter Willis em uma equipe do ensino médio, e usa presentes caros e o engana para alcançar esse objetivo. |                |                                                          |              |                                                                      |                         |

### 4ª Temporada: 1981-1982
- Todd Bridges e Conrad Bain estão em todos os episódios.
- Gary Coleman está ausente em um episódio.
- Dana Plato está ausente por dois episódios.

| # Nº Geral | # Nº Temporada | Título no Brasil (Título Original)                                    | Diretor(es)  | Roteirista(s)                                         | Exibição original       |
| --- | -------------- | --------------------------------------------------------------------- | ------------ | ----------------------------------------------------- | ----------------------- |
| 73 | 1              | "Crescendo (Growing Up)"                                              | Gerren Keith | Debra Frank e Scott Rubenstein                        | 29 de outubro de 1981   |
| Com a ajuda de Arnold, Willis consegue fazer todos saírem de casa para que ele e sua namorada Charlene possam se relacionar pela primeira vez. No entanto, quando chega o momento, as coisas não vão tão bem quanto ele esperava. |                |                                                                       |              |                                                       |                         |
| 74 | 2              | "Um Dia Triste (First Day Blues)"                                     | Gerren Keith | Bruce Taylor                                          | 5 de novembro de 1981   |
| Willis tem problemas para fazer amigos em sua nova escola, até que eles descobrem que ele e sua família são ricos, então pedem que ele compre maconha para uma festa. Participação especial: Kim Fields como Tuttie. Nota: Clarence Gilyard aparece como um dos colegas de classe de Willis. Este episódio é inédito no SBT. Entretanto, já foi exibido uma única vez (no horário da madrugada) pelo canal fechado Nickelodeon, com o título “Um Dia Triste”. Gary Coleman não participa desse episódio. |                |                                                                       |              |                                                       |                         |
| 75 | 3              | "Modelo (The Model)"                                                  | Gerren Keith | Bill Shinkai, John Donley e Howard Meyers             | 12 de novembro de 1981  |
| O novo trabalho de Kimberly leva ao começo de sua carreira como modelo. |                |                                                                       |              |                                                       |                         |
| 76 | 4              | "O Time (The Team)"                                                   | Gerren Keith | Glenn Padnick                                         | 19 de novembro de 1981  |
| Willis fica triste quando um estudante branco entra em seu lugar no time de basquete, então ele planeja fazer um protesto quanto a isso. Participação especial: Kim Fields como Tootie. |                |                                                                       |              |                                                       |                         |
| 77 | 5              | "O Grande Assalto (The Big Heist)"                                    | Gerren Keith | Bruce Taylor                                          | 26 de novembro de 1981  |
| Arnold tenta roubar uma revista em quadrinhos para entrar no clube do Fortão, mas é pego e levado à julgamento. |                |                                                                       |              |                                                       |                         |
| 78 | 6              | "Encontro Duplo (The Double Rate/Blind Date)"                         | Gerren Keith | Jerry Winnick                                         | 3 de dezembro de 1981   |
| Arnold consegue seu primeiro encontro com uma garota que ele gosta, mas as coisas dão errado quando Dudley se intromete entre eles. |                |                                                                       |              |                                                       |                         |
| 79 | 7              | "Esquiando no Fim de Semana (The Ski Weekend)"                        | Gerren Keith | Dawn Aldredge                                         | 10 de dezembro de 1981  |
| Kimberly vai à uma viagem com sua amiga para esquiar, mas não diz para a família que haverá meninos lá. Mas Sr. Drummond e Willis decidem fazer uma visita surpresa, e acabam ficando surpresos quando eles vêm os meninos. |                |                                                                       |              |                                                       |                         |
| 80 | 8              | "A Academia de Ginástica (The Health Club)"                           | Gerren Keith | Sheryl Levine e Joe Bonaduce                          | 17 de dezembro de 1981  |
| Arnold e Willis tenta entrar na academia de ginástica do Sr. Drummond, mas eles são expulsos por serem afro-americanos. Quando o Sr. Drummond é homenageado pelo clube, uma discussão ocorre. |                |                                                                       |              |                                                       |                         |
| 81 | 9              | "O Cemitério (The Burial Ground)"                                     | Gerren Keith | Bernard Burnell Mack, John Donley e Howard Meyers     | 7 de janeiro de 1982    |
| O projeto de Drummond está sendo construindo sobre um antigo cemitério indígena, e isso leva a um conflito com um membro de uma tribo indígena. |                |                                                                       |              |                                                       |                         |
| 82 | 10             | "Oi, Papai (Hello, Daddy)"                                            | Gerren Keith | Donald Ross                                           | 14 de janeiro de 1982   |
| O filho de uma mulher que o Sr. Drummond conheceu durante a Guerra da Coreia aparece alegando que Sr. Drummond é seu pai. Isso leva a um encontro com a mulher que revela a verdade sobre quem realmente é o pai. |                |                                                                       |              |                                                       |                         |
| 83 | 11             | "Rejeitado (Jilted)"                                                  | Gerren Keith | Ed Jurist                                             | 21 de janeiro de 1982   |
| Quando Charlene sente que Willis não está lhe dando nenhum valor, ela termina com ele. Willis logo escuta que ela está saindo com outro rapaz e decide que é hora de seguir em frente, mas Arnold tem planos de juntar os dois novamente. |                |                                                                       |              |                                                       |                         |
| 84 | 12             | "Sonhos (Dreams)"                                                     | Gerren Keith | Kurt Taylor e Booker Bradshaw                         | 28 de janeiro de 1982   |
| Arnold começa a ter pesadelos depois que descobre que o Sr. Drummond está indo em uma viagem de negócios, então uma terapeuta tenta descobrir os medos de Arnold. |                |                                                                       |              |                                                       |                         |
| 85 | 13             | "Kathy (Kathy)"                                                       | Gerren Keith | Marshall Goldberg                                     | 4 de fevereiro de 1982  |
| Arnold ganha a confiança de Kathy quando ele interpreta Abraham Lincohn em uma peça da escola, mas quando tenta fazer com que ela use muletas ao invés da cadeira de rodas, ela fica furiosa e perde a confiança nele antes da peça. |                |                                                                       |              |                                                       |                         |
| 86 | 14             | "O Incêndio (Fire)"                                                   | Gerren Keith | Jill Gordon                                           | 11 de fevereiro de 1982 |
| Um incêndio deixa a família presa no apartamento, e quando a fumaça começa a atravessar todas as aberturas, fazendo com que todos pensem que o fim está próximo. |                |                                                                       |              |                                                       |                         |
| 87 | 15             | "A Invasora (The Squatter)"                                           | Gerren Keith | Shelley Landau, Jane Gould e Danny Simon              | 18 de fevereiro de 1982 |
| Uma mulher (Audrey Meadows) se torna uma intrusa no apartamento do Sr. Drummond depois de ser forçada a sair de seu apartamento por uma reunião de condomínio em que Sr. Drummond está envolvido. |                |                                                                       |              |                                                       |                         |
| 88 | 16             | "O Carro (The Car)"                                                   | Gerren Keith | Warren Murray                                         | 25 de fevereiro de 1982 |
| Willis sai com o carro sem a permissão do Sr. Drummond para levar a Charlene em um encontro, mas acaba arrumando um problema quando ele bate na moto de um policial. |                |                                                                       |              |                                                       |                         |
| 89 | 17             | "Crime na Escola: Parte 1 (Crime Story/Crime in the Schools: Part 1)" | Gerren Keith | Howard Leeds, Ben Starr e Martin Cohan                | 11 de março de 1982     |
| Arnold e Dudley são ameaçados por dois valentões que forçam eles a darem seus lanches e dinheiro. Então Willis decide interferir, mas arruma mais problemas do que imaginava. |                |                                                                       |              |                                                       |                         |
| 90 | 18             | "Crime na Escola: Parte 2 (Crime Story/Crime in the Schools: Part 2)" | Gerren Keith | Howard Leeds, Ben Starr e Martin Cohan                | 18 de março de 1982     |
| Depois que Willis é hospitalizado por tentar parar os valentões, Arnold é convidado a participar de uma operação policial para prende-los. Mas quando Sr. Drummond se recusa a permitir que ele participe, Arnold decide fazer isso com suas próprias mãos. |                |                                                                       |              |                                                       |                         |
| 91 | 19             | "O Melhor Homem do Jogo (B.M.O.C.)"                                   | Gerren Keith | Robert Jayson e A. Dudley Johnson Jr.                 | 25 de março de 1982     |
| Willis deixa sua potencial associação em clube exclusivo subir à cabeça, mas acaba quebrando a cara quando menospreza os membros do clube. |                |                                                                       |              |                                                       |                         |
| 92 | 20             | "O Cabelo Verde (Green Hair)"                                         | Gerren Keith | Albert E. Lewin                                       | 1 de abril de 1982      |
| O cabelo de Kimberly fica verde antes de um encontro, devido ao uso de uma tigela de cobre que foi afetada pela chuva ácida para lavar o cabelo, e isso faz com que a família Drummond discuta sobre como ajudar o meio ambiente. |                |                                                                       |              |                                                       |                         |
| 93 | 21             | "Eu Tenho Uma Namorada Para Você (Have I Got a Girl for You)"         | Gerren Keith | Howard Leeds, Ben Starr, Martin Cohan e Dawn Aldredge | 8 de abril de 1982      |
| Sr. Drummond tem bons momentos saindo com uma cabeleireira, mas quando ele não a convida para uma festa elegante, ela acha que ele tem vergonha dela. |                |                                                                       |              |                                                       |                         |
| 94 | 22             | "O Herói (Lifesavers)"                                                | Gerren Keith | Tim Tisdale e Ed Jurist                               | 15 de abril de 1982     |
| Willis salva a vida de Arnold, então Arnold se sente obrigado a agradece-lo constantemente. Afim de tirar Arnold de sua cola, Willis planeja um falso assalto em seu trabalho, para que Arnold salve ele e eles fiquem quites. Mas quando Arnold descobre sobre o plano, ele decide brincar com o “ladrão”, sem saber que na verdade um verdadeiro ladrão veio para roubar o lugar. |                |                                                                       |              |                                                       |                         |
| 95 | 23             | "Estresse? Que Estresse? (Stress? What Stress?)"                      | Gerren Keith | Glenn Padnick                                         | 22 de abril de 1982     |
| Willis descobre que está com níveis de stress muito alto, então Sr. Drummond quer que ele desista de suas atividades extracurriculares, para o desgosto de Willis. |                |                                                                       |              |                                                       |                         |
| 96 | 24             | "O Músico (The Music Man)"                                            | Gerren Keith | Larry Rhine                                           | 6 de maio de 1982       |
| Willis entra em um grupo musical e deseja que Charlene entre também, mas Kimberly acaba impressionando seus companheiros de banda que querem ela no grupo ao invés de Charlene. |                |                                                                       |              |                                                       |                         |
| 97 | 25             | "Pequeno, Mas Doce (Short But Sweet)"                                 | Gerren Keith | Howard Leeds, Ben Starr e Martin Cohan                | 13 de maio de 1982      |
| Arnold não está interessado em comemorar seu aniversário porque ele sente que as meninas não se interessam por ele, principalmente uma garota que ele gosta, mas as coisas mudam quando ele a convida para sua festa. Entretanto, suas intenções não são claras e ela vai para festa com outra pessoa. Nota: O último episódio de Adelaide Brubaker (Nedra Volz) como empregada. |                |                                                                       |              |                                                       |                         |
| 98 | 26             | "O Bailarino (On Your Toes)"                                          | Gerren Keith | Albert E. Lewin                                       | 20 de maio de 1982      |
| Arnold assiste ao recital de balé da Kimberly e decide que quer aprender balé, o que deixa Willis muito desconfortável que tenta colocar um fim nisso. Nota: O ator Roger C. Carmel é um convidado especial. |                |                                                                       |              |                                                       |                         |

### 5ª Temporada: 1982-1983
- Gary Coleman, Todd Bridges, Dana Plato e Conrad Bain estão presentes em todos os episódios.
- Mary Jo Catlett está ausente em um episódio.

| # Nº Geral | # Nº Temporada | Título no Brasil (Título Original)                                 | Diretor(es)     | Roteirista(s)                                                               | Exibição original       |
| --- | -------------- | ------------------------------------------------------------------ | --------------- | --------------------------------------------------------------------------- | ----------------------- |
| 99 | 1              | "A Disputa de Vídeo Game (Shoot-Out at the O.K. Arcade)"           | Gerren Keith    | Howard Leeds, Ben Starr e Martin Cohan                                      | 2 de outubro de 1982    |
| Arnold tenta vencer Willis em um jogo de arcade, mas jogar constantemente o faz ir mal em suas notas da escola. |                |                                                                    |                 |                                                                             |                         |
| 100 | 2              | "Nadando (In the Swin)"                                            | Gerren Keith    | Blake Hunter, Howard Leeds e Martin Cohan                                   | 9 de outubro de 1982    |
| Kimberly decide se transferir para a escola de Willis, e entra em uma confusão quando ela tenta entrar na equipe de natação exclusiva para homens. Nota: Mary Jo Catlett faz sua primeira aparição como Pearl Gallagher, a terceira e última empregada, que era uma personagem recorrente na quinta temporada, mas se torna membro permanente do elenco na sexta temporada. |                |                                                                    |                 |                                                                             |                         |
| 101 | 3              | "Cyrano de Jackson (Cyrano De Jackson)"                            | Gerren Keith    | Paul Robinson Hunter                                                        | 16 de outubro de 1982   |
| Arnold tenta ajudar Dudley a conquistar sua colega de classe Lisa (Nikki Swasey), mas o plano falha quando Lisa acha que Arnold é quem realmente gosta dela. Nota: É a primeira aparição de Lisa na série. |                |                                                                    |                 |                                                                             |                         |
| 102 | 4              | "O Irmão Mais Velho (Big Brother)"                                 | Gerren Keith    | Bruce Taylor                                                                | 23 de outubro de 1982   |
| Um colega de classe de Arnold (Joey Lawrence) está recebendo muita atenção do resto da família Drummond, deixando Arnold sentindo-se deixado de lado. |                |                                                                    |                 |                                                                             |                         |
| 103 | 5              | "O Pacificador (The Peacemaker)"                                   | Gerren Keith    | Don Segall                                                                  | 30 de outubro de 1982   |
| Willis tenta negociar a paz entre dois grupos rivais de sua escola, mas quando um dos estudantes, Larry (Andrew Dice Clay) tem suas coisas roubadas, Willis se torna o principal suspeito e é obrigado a ter uma arma para se proteger. |                |                                                                    |                 |                                                                             |                         |
| 104 | 6              | "A Professora Substituta (Substitute Teacher)"                     | Gerren Keith    | Robert Jayson e A. Dudley Johnson Jr.                                       | 6 de novembro de 1982   |
| Um professor substituto torna difícil a vida de Arnold e Dudley, então em troca eles tentam dificultar as coisas para ele. Quando uma de suas brincadeiras leva Arnold a ser atingido por acidente, eles vão até o diretor e conta para ele que isso foi feito de propósito, o que deixa o professor em apuros e quase deixa-o suspenso até que Arnold e Dudley esclarecem o que realmente aconteceu. Nota: O jogador de basquete Kareem Abdul-Jabbar interpreta o professor substituto. |                |                                                                    |                 |                                                                             |                         |
| 105 | 7              | "A Mulher Mais Velha (The Older Woman)"                            | Gerren Keith    | Debra Frank e Scott Rubenstein                                              | 13 de novembro de 1982  |
| Willis usa um bigode falso para entrar em clube, e acaba tendo um encontro com uma garçonete (Shari Belafonte). |                |                                                                    |                 |                                                                             |                         |
| 106 | 8              | "Uma Caso de Superexposição (A Case of Overexposure/Overexposure)" | Gerren Keith    | Bob Peete e Sandy Fries                                                     | 20 de novembro de 1982  |
| Quando Kimberly envia uma foto de Arnold com seu bumbum de fora para um concurso de fotografia, ele fica furioso e exige que Kimberly a retire do concurso, mas a foto permanece no concurso por causa de um erro, quase arruína as chances de Arnold de vencer a eleição da turma. |                |                                                                    |                 |                                                                             |                         |
| 107 | 9              | "Memórias (Memories)"                                              | Gerren Keith    | Howard Meyers, Paul Haggis e Brian K. Moody                                 | 27 de novembro de 1982  |
| Arnold fica mexido quando ouve novamente a voz de sua mãe (Betty A. Bridges) em uma fita velha, com isso tenta fingir que perdeu a fita para sempre. Nota: A voz que é reproduzida pelo gravador pertence a mãe de Todd Bridges, Betty A. Bridges. |                |                                                                    |                 |                                                                             |                         |
| 108 | 10             | "Assuntos Pendentes (Push Comes to Shove)"                         | Gerren Keith    | Richard Eckhaus                                                             | 4 de dezembro de 1982   |
| O confronto de Arnold com o filho do novo gerente do prédio leva o Sr. Drummond a socar o gerente (William G. Schiling) no rosto, o que quase faz com que a família seja expulsa do prédio. |                |                                                                    |                 |                                                                             |                         |
| 109 | 11             | "Os Executivos (The Executives)"                                   | Gerren Keith    | Albert E. Lewin                                                             | 11 de dezembro de 1982  |
| Arnold, Kimberly e Willis conseguem um trabalho na empresa do Sr. Drummond, mas quando Willis descobre que jovens negros não têm as mesmas oportunidades no emprego, ele se disfarça para ver por si mesmo, mas acaba indo longe demais. |                |                                                                    |                 |                                                                             |                         |
| 110 | 12             | "O Ajudante de Papai Noel (Santa’s Helper)"                        | Gerren Keith    | Bruce Taylor                                                                | 18 de dezembro de 1982  |
| Arnold ajuda um mendigo que está fantasiado de Papai Noel (Garrett Morris), mas ele tira proveito da generosidade de Arnold e sua família para roubar os Drummond. |                |                                                                    |                 |                                                                             |                         |
| 111 | 13             | "Um Problema Crescente (A Growing Problem)"                        | Gerren Keith    | Ed Jurist                                                                   | 8 de janeiro de 1983    |
| Willis é proibido de ir em uma festa quando Sr. Drummond descobre que ele estará bebendo lá. Quando Willis desobedece e é descoberto, ele decide sair de casa e se mudar para casa de seu amigo (Lawrence Monoson), mas acaba se envolvendo em um acidente de carro. |                |                                                                    |                 |                                                                             |                         |
| 112 | 14             | "Pais Têm Direitos Também (Parents Have Rights Too)"               | Gerren Keith    | Martin Cohan                                                                | 15 de janeiro de 1983   |
| Sr. Drummond esconde das crianças seu namoro com sua advogada fiscal (Louise Sorel), e decide convidá-la para seu apartamento enquanto o resto da família está fora. Mas quando eles voltam mais cedo do que o esperado, Drummond tem que explicar sua presença. |                |                                                                    |                 |                                                                             |                         |
| 113 | 15             | "A Mulher Independente (Independent Woman)"                        | Gerren Keith    | John Donley                                                                 | 22 de janeiro de 1983   |
| Kimberly para de trabalhar na empresa do Sr. Drummond e consegue um trabalho em uma loja de hambúrguer, mas é assediada sexualmente por seu chefe. Quando ele descobre que a família de Kimberly é rica e mora na Park Avenue, ele se desculpa e acaba se envolvendo romanticamente com ela, com o propósito de trabalhar na empresa de seu pai. Arnold logo descobre o que ele está tramando e conta para Kimberly. |                |                                                                    |                 |                                                                             |                         |
| 114 | 16             | "O Homem da Bicicleta: Parte 1 (The Bicycle Man: Part 1)"          | Gerren Keith    | Blake Hunter                                                                | 5 de fevereiro de 1983  |
| Arnold e Dudley fazem amizade com um dono de uma loja de bicicletas chamado Sr. Horton (Gordon Jump), que na verdade é um pedófilo tentando se aproveitar do descuido das duas crianças. Nota: O episódio começa com uma mensagem de Conrad Bain discutindo abuso sexual de crianças com amigos e família. |                |                                                                    |                 |                                                                             |                         |
| 115 | 17             | "O Homem da Bicicleta: Parte 2 (The Bicycle Man: Part 2)"          | Gerren Keith    | Blake Hunter                                                                | 12 de fevereiro de 1983 |
| Depois de assistir um desenho pornográfico na loja de bicicleta, Arnold decide voltar para casa, pois já se encheu do Sr. Horton, deixando Dudley para trás. Arnold fala sobre detalhes de suas experiências com o aparentemente simpático Sr. Horton, então Drummond decide chamar as autoridades. A polícia chega no momento em que o Sr. Horton está se movendo para Dudley (que tomou um sedativo “para relaxar”), salvando o amigo de uma experiência potencialmente assustadora. Nota: Conrad Bain novamente transmite uma mensagem sobre o abuso sexual de crianças no começo do episódio. Bain também faz uma leitura do anúncio do serviço público: “Se você souber de um problema com abuso sexual infantil, entre em contato com as autoridades locais ou o serviço social.”. |                |                                                                    |                 |                                                                             |                         |
| 116 | 18             | "Família no Gelo (Family On Ice)"                                  | Gerren Keith    | Jennifer Burton Kurtz, Mitchell Wayne Cohen e Bruce Taylor                  | 19 de fevereiro de 1983 |
| Kimberly impressiona a patinadora profissional Dorothy Hamill com sua exibição de patinagem no gelo, então Dorothy decide torna-la sua aluna. Mas Kimberly decide desistir das aulas, quando é sobrecarregada com o árduo treinamento para se tornar uma patinadora profissional. |                |                                                                    |                 |                                                                             |                         |
| 117 | 19             | "O Monitor de Corredor (Hall Monitor)"                             | Gerren Keith    | Marshall Goldberg                                                           | 12 de março de 1983     |
| Kathy se transfere para escola de Arnold e é tratada muito mal. Quando ela se torna monitora de corredor, ela governa com mãos de ferro e distribui muitas advertências para todos, exceto para Arnold. Quando Arnold é pressionado por seus amigos sobre tudo está fugindo do controle, ele tenta fazer com que Kathy pegue leve, mas ela se recusa, e em vez disso, acaba agindo duro com Arnold. |                |                                                                    |                 |                                                                             |                         |
| 118 | 20             | "O Grilo (The Cricket)"                                            | Gerren Keith    | Bill Shinkai, Howard Meyers e Paul Haggis                                   | 26 de março de 1983     |
| Quando Arnold enfrenta uma maré de má sorte, ele é presenteado com um grilo sortudo para ajudá-lo. A sorte de Arnold logo muda, então ele tenta usar o grilo para resolver os problemas com o Fortão, mas o grilo escapa e Arnold tem que pensar em um novo plano. |                |                                                                    |                 |                                                                             |                         |
| 119 | 21             | "Colegas de Quarto (The Roommates)"                                | Gerren Keith    | Howard Leeds                                                                | 9 de abril de 1983      |
| Sr. Drummond troca de quarto com Willis enquanto ele está ocupado estudando para os exames. Entretanto, ele fica desconfortável em compartilhar um quarto com Arnold, enquanto Arnold se diverte às suas custas. |                |                                                                    |                 |                                                                             |                         |
| 120 | 22             | "O Repórter (The Reporter)"                                        | Gerren Keith    | Jennifer Burton Kurtz, Sheila Scott, Diane Schroeder e Mitchell Wayne Cohen | 30 de abril de 1983     |
| Arnold precisa apresentar uma história para um concurso de jornalismo na escola, então quando ele descobre que há um estudante vendendo drogas lá, ele resolve escrever uma história sobre isso. O diretor logo o confronta e tenta leva-lo a revelar suas fontes. Mas quando ele se recusa a revelar, o diretor retira sua história do concurso. E quando a situação chega ao jornal, ela recebe a atenção da Primeira-dama Nancy Reagan, que faz uma visita à escola de Arnold para falar com sua turma sobre os perigos do uso de drogas. |                |                                                                    |                 |                                                                             |                         |
| 121 | 23             | "Romeu e Julieta (Romeo and Juliet)"                               | Dolores Ferraro | Robert Jayson e A. Dudley Johnson Jr.                                       | 7 de maio de 1983       |
| Arnold é convencido a fazer Romeu contrário a Julieta de Lisa em uma peça da escola. Embora Arnold trabalhe duro para sua apresentação, Lisa ficando com medo do palco e Arnold tenta ajudá-la. |                |                                                                    |                 |                                                                             |                         |
| 122 | 24             | "Meu Caro Larry (My Fair Larry/My Fair Lady)"                      | Gerren Keith    | John Donley e Bruce Taylor                                                  | 14 de maio de 1983      |
| O colega da escola de Willis, Larry (Andrew Dice Clay) quer sua ajuda para poder conseguir um encontro com uma garota da escola (Jami Gertz), então Willis pede ajuda a Kimberly, mas Larry acaba se apaixonando por ela. |                |                                                                    |                 |                                                                             |                         |

### 6ª Temporada: 1983-1984
- Essa temporada estreou no Brasil em 29 de março de 2010, pelo SBT.
- Conrad Bain, Todd Bridges e Gary Coleman estão presentes em todos os episódios.
- Dana Plato está ausente por três episódios por causa de sua gravidez.

| # Nº Geral | # Nº Temporada | Título no Brasil (Título Original)                              | Diretor(es)                        | Roteirista(s)                                                                                  | Exibição original       |
| --- | -------------- | --------------------------------------------------------------- | ---------------------------------- | ---------------------------------------------------------------------------------------------- | ----------------------- |
| 123 | 1              | "Mister T e Mister J (Mr. T and Mr. t/Arnold Meets Mr. T)"      | Gerren Keith                       | Howard Leeds, Ben Starr, Martin Cohan, David W. Duclon e Bruce Taylor                          | 1 de outubro de 1983    |
| Quando um episódio de Esquadrão Classe A (The A Team) é filmado no apartamento dos Drummond, Arnold tenta competir com Mister T pela atenção da prima de Dudley, Angela, então Arnold tenta se transformar em um mini Mister T, com resultados embaraçosos. |                |                                                                 |                                    |                                                                                                |                         |
| 124 | 2              | "A Cabra (The Goat)"                                            | Gerren Keith                       | Robert Jayson e A. Dudley Johnson Jr.                                                          | 15 de outubro de 1983   |
| Quando Arnold é desprezado por seus professores e seus colegas de classe em sua nova escola, ele planeja roubar a mascote da escola, uma cabra, para fingir salvá-la e receber alguma atenção positiva, mas quando a cabra se solta no apartamento, ele fica em apuros com a família. |                |                                                                 |                                    |                                                                                                |                         |
| 125 | 3              | "O Ladrão (Rashomon II)"                                        | Gerren Keith                       | Howard Meyers                                                                                  | 22 de outubro de 1983   |
| Um ladrão mantém a família refém no apartamento, mas é nocauteado e preso. Drummond, Willis e Arnold têm diferentes interpretações do que aconteceu, mas Pearl, que estava na cozinha e viu tudo, conta para Kimberly o que realmente aconteceu. Nota: O título desse episódio (título original) e o enredo da história são inspirados pelo filme Rashomon. |                |                                                                 |                                    |                                                                                                |                         |
| 126 | 4              | "A Mentira (The Lie)"                                           | Gerren Keith                       | John Donley e Clay Graham                                                                      | 29 de outubro de 1983   |
| Willis mente para Arnold sobre ter conhecimento em primeiros socorros para conseguir um emprego na festa da escola, mas quando Arnold toma um choque, Willis não sabe o que fazer para salva-lo. Ele mais tarde confessa para Arnold o que aconteceu, que fica furioso quando descobre a verdade. |                |                                                                 |                                    |                                                                                                |                         |
| 127 | 5              | "O Alistamento (Drafted)"                                       | Gerren Keith                       | Dawn Aldredge                                                                                  | 12 de novembro de 1983  |
| Um erro de computador leva Arnold a receber uma carta para se apresentar ao Serviço Militar, mesmo sendo muito novo. Mas quando o Sr. Drummond se queixa, ele recebe a visita das autoridades, levando Arnold a pensar que terá que ir para o Exército. |                |                                                                 |                                    |                                                                                                |                         |
| 128 | 6              | "Os Van Drummond (The Van Drummonds)"                           | Gerren Keith                       | Paul Haggis                                                                                    | 19 de novembro de 1982  |
| A prima do Sr. Drummond, Anna e seu filho Hans visitam a família. Assim que eles chegam, Hans começa a causar problemas e culpa Arnold e Willis. Nota: Bonar Bain, irmão gêmeo de Conrad Bain, interpreta Anna, a prima do personagem de Conrad, Phillip Drummond. Dana Plato interpreta duplo papel, como Kimberly e o primo Hans. Isso fez com que ambos os quatro personagens tivessem muitas semelhanças |                |                                                                 |                                    |                                                                                                |                         |
| 129 | 7              | "Jornada Dupla (The Moonlighter)"                               | Gerren Keith                       | Rosemary Lee Potter, Phil Margo e Jack Gross                                                   | 26 de novembro de 1983  |
| Arnold descobre que sua professora favorita (Jayne Kennedy) está trabalhando em um clube masculino, então decide a ir escondido ao clube para descobrir se isso é realmente verdade. |                |                                                                 |                                    |                                                                                                |                         |
| 130 | 8              | "Crescendo (Coming of Age)"                                     | Gerren Keith                       | Dawn Aldredge                                                                                  | 3 de dezembro de 1983   |
| Kimberly descobre que ela receberá o dinheiro de uma poupança em seu aniversário de 18 anos, e tem planos de viajar para Europa. Quando Sr. Drummond se recusa a apoiar sua decisão e ameaça tomar o dinheiro ela até que ela seja mais velha, Kimberly planeja trabalhar como au pair para uma família europeia. |                |                                                                 |                                    |                                                                                                |                         |
| 131 | 9              | "Afirme-se (Assert Yourself)"                                   | Gerren Keith                       | Howard Leeds, Blake Hunter, Martin Cohan e Tim O’Donnell                                       | 10 de dezembro de 1983  |
| Arnold planeja que Dudley concorra para presidente da classe assim ele pode controlá-lo dos bastidores. Quando Arnold ver que Dudley não está fazendo as coisas do jeito que ele gostaria, ele decide concorrer contra ele. No fim, os dois perdem para um terceiro candidato. |                |                                                                 |                                    |                                                                                                |                         |
| 132 | 10             | "A Senhora Z (Mrs. Z)"                                          | Gerren Keith                       | Al Lewin                                                                                       | 17 de dezembro de 1983  |
| Depois de Sr. Drummond se tornar alvo de um chantagista, ele contrata uma imponente guarda-costas feminina para proteger sua família. |                |                                                                 |                                    |                                                                                                |                         |
| 133 | 11             | "A Rainha do Último Ano (The Senior Class Queen)"               | Gerren Keith                       | Bernard Burnell Mack                                                                           | 7 de janeiro de 1984    |
| Quando Kimberly tenta entrar no clube Letterman dos meninos, ele se volta contra ela, tornando-se um competidor no concurso de beleza da escola. |                |                                                                 |                                    |                                                                                                |                         |
| 134 | 12             | "Onde Há Fumaça… (Where’s There’s Smoke)"                       | Gerren Keith                       | Bernard Burnell Mack                                                                           | 14 de janeiro de 1984   |
| Arnold fuma cigarro para impressionar seus amigos da escola, mas queimando seu suéter novo, deixando cinzas cair nele. Então ele aprende sobre os perigos de fumar com o pai de Dudley, que está precisando de uma cirurgia por causa desse hábito. |                |                                                                 |                                    |                                                                                                |                         |
| 135 | 13             | "A Namorada do Senhor Drummond (Drummond’s Lady)"               | Gerren Keith                       | Howard Leeds, Blake Hunter, Martin Cohan, Howard Meyers e Mark Miller                          | 21 de janeiro de 1984   |
| Sr. Drummond tenta fazer um acordo com uma instrutora de exercício Maggie McKinney (Dixie Carter), e acaba se apaixonando por ela. Nota: Esta é a primeira aparição de Carter como Maggie McKinney (mais tarde, Maggie McKinney-Drummond), que aparece como um personagem recorrente e se torna membro do elenco regular durante a sétima temporada. |                |                                                                 |                                    |                                                                                                |                         |
| 136 | 14             | "A Carona: Parte 1 (The Hitchhikers: Part 1)"                   | Gerren Keith                       | Glenn Padnick e Sidney Julien                                                                  | 28 de janeiro de 1984   |
| Arnold e Kimberly pegam carona para chegar em casa para a festa de aniversário do Sr. Drummond, e são apanhados por um homem que os leva para o seu apartamento e tenta abusar de Kimberly. Nota: Este episódio começa com uma introdução de Conrad Bain, que pede que as crianças e seus pais discutem sobre os perigos de pegar carona. |                |                                                                 |                                    |                                                                                                |                         |
| 137 | 15             | "A Carona: Parte 2 (The Hitchhikers: Part 2)"                   | Gerren Keith                       | Glenn Padnick e Sidney Julien                                                                  | 4 de fevereiro de 1984  |
| Arnold consegue escapar do sequestrador e voltar para casa, mas deixa Kimberly para trás e não consegue se lembrar onde ela está. Um policial ajuda Arnold a lembrar hipnotizando-o e levando-o a revelar o número da placa de carro do sequestrador para que a polícia possa rastreá-lo para prendê-lo. Depois que a polícia prende o homem, Kimberly e Arnold se reúnem com a família e comemoram a festa de aniversário do Sr. Drummond. Nota: Conrad Bain novamente transmite uma mensagem no início, pedindo que crianças e seus pais discutam os perigos da carona, e também faz uma leitura do anúncio do serviço público: “Se você souber de um caso de agressão sexual ou tentativa de abuso sexual, entre em contato com as autoridades locais ou emergência médica.”. |                |                                                                 |                                    |                                                                                                |                         |
| 138 | 16             | "Viva Hollywood: Parte 1 (Hooray for Hollywood: Part 1)"        | Gerren Keith e Leslie H. Martinson | Howard Leeds, Blake Hunter e Martin Cohan                                                      | 11 de fevereiro de 1984 |
| Sr. Drummond viaja para Hollywood e pede Maggie em casamento, e acaba descobrindo que ela tem um filho jovem chamado Sam (Danny Cooksey). Enquanto isso, Arnold e Dudley tentam conhecer a estrela de A Super Máquina (David Hasselhoff) e se escondem em um carro no set que está preste a ser explodido. Nota: Esta foi a primeira aparição de Cooksey como Sam McKinney, o filho de seis anos de Maggie McKinney, que aparece como personagem recorrente nessa temporada, e se torna membro do elenco regular durante a sétima temporada. |                |                                                                 |                                    |                                                                                                |                         |
| 139 | 17             | "Viva Hollywood: Parte 2 (Hooray for Hollywood: Part 2)"        | Gerren Keith e Leslie H. Martinson | Howard Leeds, Blake Hunter, Martin Cohan e Bruce Taylor                                        | 18 de fevereiro de 1984 |
| David Hasselhoff resgata Arnold e Dudley no momento certo, e o resto da família descobre sobre o plano de casamento do Sr. Drummond. Arnold é o menos animado com a ideia, especialmente quando ele descobre que ele terá um novo irmãozinho como parte do casamento. |                |                                                                 |                                    |                                                                                                |                         |
| 140 | 18             | "O Casamento: Parte 1 (The Wedding/Drummond’s Wedding: Part 1)" | Gerren Keith                       | Howard Meyers e Mark Miller                                                                    | 25 de fevereiro de 1984 |
| Os preparativos estão sendo feitos para o casamento de Maggie e Drummond, mas Maggie fica furiosa quando ela descobre que o advogado de Drummond sugeriu um acordo pré-nupcial. |                |                                                                 |                                    |                                                                                                |                         |
| 141 | 19             | "O Casamento: Parte 2 (The Wedding/Drummond’s Wedding: Part 2)" | Gerren Keith                       | Ifa Baeza, Dawn Aldredge e Judith Bustany                                                      | [[]] de [[]]            |
| O casamento está prestes a acontecer, mas Maggie e Drummond percebem que nenhum deles chamou ninguém para realizar a cerimônia. Nota: Os convidados do casamento incluem a Sra. Garrett, Adelaide, Tia Sophia e todos os quais não tinha aparecido na série a algum tempo antes deste episódio. Esta é a única vez em que as empregadas do Sr. Drummond aparecem juntas. |                |                                                                 |                                    |                                                                                                |                         |
| 142 | 20             | "A Lua de Mel Acabou (The Honeymoon’s Over)"                    | Gerren Keith                       | Howard Leeds, Blake Hunter, Martin Cohan, Robert Jayson e A. Dudley Johnson Jr.                | 3 de março de 1984      |
| Sr. Drummond e Maggie retornam de sua lua de mel, e descobrem que Arnold tem tirado vantagem de Sam enquanto eles estavam fora. |                |                                                                 |                                    |                                                                                                |                         |
| 143 | 21             | "O Bar Mitzvah (The Bar Mitzvah Boy)"                           | Linda Day                          | Martin Cohan                                                                                   | 17 de março de 1984     |
| Quando Arnold pede interesse em frequentar a igreja, ele tenta encontrar uma religião de seu gosto, então ele decide se converter ao judaísmo, mas é convencido do contrário por um rabino (Milton Berle). |                |                                                                 |                                    |                                                                                                |                         |
| 144 | 22             | "As Olimpíadas de Kathy (Kathy’s Olympics)"                     | Ellen Chaset Falcon                | Bobby Herbeck, Robert Jayson e A. Dudley Johnson Jr.                                           | 24 de março de 1984     |
| Arnold é responsável por gerenciar as doações para uma campanha de arrecadação de fundos na escola, mas perde o dinheiro quando um par de sapatos velhos onde ele o guardou é jogado fora, então o resto da família tem que procurar no lixo para encontra-los. Felizmente para Arnold, Sam salvou os sapatos e o dinheiro de serem jogados fora. |                |                                                                 |                                    |                                                                                                |                         |
| 145 | 23             | "A Hóspede (The Houseguest)"                                    | Gerren Keith                       | Bruce Taylor                                                                                   | 5 de maio de 1984       |
| Depois de uma briga com seu pai, Charlene decide morar com os Drummonds, mas acaba brigando com Willis. Nota: Última aparição de Janet Jackson como Charlene DuPrey. |                |                                                                 |                                    |                                                                                                |                         |
| 146 | 24             | "O Namorado (The Boyfriend)"                                    | Gerren Keith                       | Howard Leeds, Blake Hunter, Martin Cohan, Ifa Baeza, Bruce Taylor, Howard Meyers e Mark Miller | 12 de maio de 1984      |
| Kimberly planeja morar com seu namorado, que seu pai não gosta, mas para a família, ela diz que está indo morar com sua amiga, Michelle (Dana Kimmell) em vez disso. Nota: Esta é a última aparição de Dana Plato como membro do elenco fixo. Começando a sétima temporada, Plato se torna um personagem recorrente. |                |                                                                 |                                    |                                                                                                |                         |

### 7ª Temporada: 1984-1985
Foi exibido pela primeira vez no Brasil em abril de 2011.
- Conrad Bain, Gary Coleman, Dixie Carter e Danny Cooksey estão presentes em todos os episódios.
- Todd Bridges está ausente por dois episódios.
- Dana Plato está presente em dois episódios.

| # Nº Geral | # Nº Temporada | Título no Brasil (Título Original)                                   | Diretor(es)        | Roteirista(s)                                           | Exibição original       |
| --- | -------------- | -------------------------------------------------------------------- | ------------------ | ------------------------------------------------------- | ----------------------- |
| 147 | 1              | "Vamos nos Assustar (A Haunting We Will Go)"                         | Gerren Keith       | Ken Hecht e Bob Brunner                                 | 29 de setembro de 1984  |
| Nesta adaptação de Ghostbusters, Arnold e Sam exploram uma casa mal-assombrada. Nota: Os atores John Astin e Ray Bolger são convidados especiais. A partir dessa temporada, Danny Cooksey e Dixie Carter se juntam ao elenco como membro do elenco regular. |                |                                                                      |                    |                                                         |                         |
| 148 | 2              | "Arnold e a Mãe da Lisa (Arnold and Lisa’s Mother)"                  | Gerren Keith       | Robert Jayson e A. Dudley Johnson Jr.                   | 6 de outubro de 1984    |
| A mãe de Lisa começa a lecionar para a turma de Arnold, então Lisa força ele e seus amigos a serem legais com ela ou irá contar tudo para sua mãe. Arnold descobre que a mãe de Lisa não gosta que ela fale sobre seus colegas de classe, então ele decide sabotar seu projeto de ciência como vingança. |                |                                                                      |                    |                                                         |                         |
| 149 | 3              | "Xixi na Cama (Bed-Wetting)"                                         | Gerren Keith       | Bruce Taylor                                            | 13 de outubro de 1984   |
| Sam desenvolve um problema de xixi na cama, então a família começa a lhe dar mais atenção, o que não agrada muito Arnold. |                |                                                                      |                    |                                                         |                         |
| 150 | 4              | "Namorada Disfarçada (Undercover Lover)"                             | Gerren Keith       | Susan Kessler, Maria Alexander, Ken Hecht e Bob Brunner | 20 de outubro de 1984   |
| A nova namorada de Willis (Anne-Marie Johnson) na verdade é uma policial disfarçada tentando prender traficantes na escola. |                |                                                                      |                    |                                                         |                         |
| 151 | 5              | "A Greve de Arnold (Arnold’s Strike)"                                | Gerren Keith       | Howard Meyers                                           | 27 de outubro de 1984   |
| Arnold e seus colegas de classe protestam contra as mudanças nas regras de como se vestir na escola, mas quando o diretor (Dick Sargent) ameaça suspendê-los, Arnold é o único a defender suas opiniões. |                |                                                                      |                    |                                                         |                         |
| 152 | 6              | "O Pai de Sam (Sam’s Father)"                                        | Gerren Keith       | Dan Kennicott e Michael Curley                          | 3 de novembro de 1984   |
| O ex-marido de Maggie (Hoyt Axton) quer que Sam fiquem com ele ao invés de morar com os Drummond. |                |                                                                      |                    |                                                         |                         |
| 153 | 7              | "Carmella Encontra O Fortão (Carmella Meets the Gooch)"              | Gerren Keith       | Bruce Taylor, Bob Brunner e Ken Hecht                   | 10 de novembro de 1984  |
| Uma estudante de intercâmbio, Carmella enfrenta Arnold, desenvolve uma paixão por Willis e ajuda Sam a lutar contra o Fortão. |                |                                                                      |                    |                                                         |                         |
| 154 | 8              | "Arnold, O Empreendedor (Arnold, the Entrepreneur)"                  | Gerren Keith       | John B. Collins                                         | 17 de novembro de 1984  |
| Arnold e Sam entram em um negócio de vender veneno contra baratas, mas a ganância de Arnold faz Sam seguir seu próprio caminho. Nota: Os atores Hervé Villechaize e Edie McClurg são convidados especiais. |                |                                                                      |                    |                                                         |                         |
| 155 | 9              | "O Ilustre Arnold J. Jackson (The Honorable Arnold J. Jackson)"      | Gerren Keith       | Dan Kennicott e Michael Curley                          | 24 de novembro de 1984  |
| Arnold é forçado a escolher entre seu amigo Robbie e uma garota de quem ele gosta quando ela acusa Robbie de ser um nerd, então Arnold tem que julgar o assunto em uma corte de estudantes. |                |                                                                      |                    |                                                         |                         |
| 156 | 10             | "O Ginasta (The Gymnasts)"                                           | Gerren Keith       | Bob Brunner e Ken Hecht                                 | 1 de dezembro de 1984   |
| O amigo de Willis, um atleta promissor que perdeu o movimento de suas pernas em um acidente de carro, recebe um ginasta com o mesmo nome e vê a atuação da equipe masculina de ginástica nos Jogos Olímpicos de Verão de 1984. Depois de vê-los, ele se conscientiza do fato de que ele nunca poderá andar novamente e decide desistir de si mesmo. |                |                                                                      |                    |                                                         |                         |
| 157 | 11             | "Amígdalas (Tonsilis)"                                               | Mel Ferber         | Bruce Taylor                                            | 8 de dezembro de 1984   |
| Sam tem que retirar suas amígdalas mas tem medo ir ao hospital. Quando Sr. Drummond também tem que fazer uma cirurgia, ele e Sam tentam enfrentar seus medos. |                |                                                                      |                    |                                                         |                         |
| 158 | 12             | "A Armação de Arnold (Arnold’s Songbird)"                            | Gerren Keith       | Bruce Taylor, Bob Brunner e Ken Hecht                   | 15 de novembro de 1984  |
| Arnold tem que pedir ajuda a Carmella quando seu plano para uma arrecadação de fundos da escola sai do controle. |                |                                                                      |                    |                                                         |                         |
| 159 | 13             | "No Banco do Beisebol (Baseball Blues)"                              | Gerren Keith       | Robert Jayson e A. Dudley Johnson Jr.                   | 5 de janeiro de 1985    |
| Sr. Drummond tenta dá uma virada na perdida equipe de beisebol de Sam. Para fazer isso, ele tem que deixar Sam no banco. Nota: O jogador de beisebol Lance Parrish é um convidado especial. |                |                                                                      |                    |                                                         |                         |
| 160 | 14             | "Arnold Salva O Esquilo (Arnold Salve the Squirrel)"                 | Mel Ferber         | Toni Wunsch e Max Katz                                  | 12 de janeiro de 1985   |
| Arnold e Sam tentam impedir que um programa de televisão infantil saia do ar. |                |                                                                      |                    |                                                         |                         |
| 161 | 15             | "Sam Adota Um Avô (Sam Adopts a Grandparent)"                        | Gerren Keith       | Susan H. Lee e Sylvia Alan                              | 19 de janeiro de 1985   |
| O grupo de escoteiros de Sam é convidado a trabalhar com um grupo de idosos em alguns projetos, mas o idoso escolhido para Sam (John McIntire) o chama de pirralho e se recusa a ajudar, então Sam tem que montar um modelo de avião sozinho. Deixando de fazê-lo, Sam é tão humilhado por seus companheiros do grupo que passa a odiar todos os idosos, então o Sr. Drummond tem uma conversa com o senhor para conseguir fazer com que ele conserte as coisas com Sam. Nota: Stephen Dorff interpreta um dos companheiros do grupo de escoteiros do Sam.                                                                             |                |                                                                      |                    |                                                         |                         |
| 162 | 16             | "Feliz Aniversário Sr. Drummond (Happy Birthday Drummond)"           | Gerren Keith       | Jack Gross Jr. e Phil Margo                             | 26 de janeiro de 1985   |
| Maggie e Sam surpreendem Sr. Drummond em seu aniversário com a volta de Kimberly da França para visitá-lo. Ela leva um presente – Uma árvore genealógica da família Drummond, mas a felicidade se transforma em tristeza quando Sr. Drummond percebe que ela é a última pessoa a levar o nome Drummond. Então Arnold surge com uma solução – ele e Willis mudam seus nomes legalmente para “Drummond”, o que faz o Sr. Drummond feliz, mas Willis tem segundas intenções. |                |                                                                      |                    |                                                         |                         |
| 163 | 17             | "O Novo Amigo de Sam (Sam’s New Pal)"                                | Gerren Keith       | Ken Hecht e Bob Brunner                                 | 2 de fevereiro de 1985  |
| Sam se torna amigo de uma outra criança no prédio, mas ele fica horrorizado quando descobre que a criança não é um menino e sim uma menina (Soleil Moon Frye). Sr. Drummond o convence que ser amigo de uma menina não é tão ruim, então Sam decide passar a noite com ela em uma festa de pijama, o que deixa ambos os pais furiosos. |                |                                                                      |                    |                                                         |                         |
| 164 | 18             | "Embaixador Russo (Russian Embassy)"                                 | Gerren Keith       | Max Katz, Toni Wunsch e Jose Rivera                     | 9 de fevereiro de 1985  |
| O foguete de brinquedo de Arnold cai na embaixada russa e quase causa um incidente internacional. |                |                                                                      |                    |                                                         |                         |
| 165 | 19             | "Saúde Arnold (Cheers to Arnold)"                                    | Lee Lochhead       | Bruce Taylor                                            | 16 de fevereiro de 1985 |
| Arnold é pressionado a beber por seu amigo Ricky (Robert Jayne) que é um alcoólatra. Seus pais descobrem e estabelecem a lei, mas quando ele pega Ricky com um pouco de licor do Sr. Drummond, ele é acusado por engano de tomá-lo, então ele tem que fazer com que seu amigo o livre das acusações. |                |                                                                      |                    |                                                         |                         |
| 166 | 20             | "Vamos Acampar (A Camping We Will Go)"                               | Lee Shallat Chemel | Bruce Taylor                                            | 23 de fevereiro de 1985 |
| Sr. Drummond leva Sam e Arnold para acampar, mas não consegue competir com o pai mais experiente de Sam. |                |                                                                      |                    |                                                         |                         |
| 167 | 21             | "A Beleza Está Nos Olhos de Arnold (Beauty is in the Eye of Arnold)" | Selig Frank        | Robert Jayson e A. Dudley Johnson Jr.                   | 2 de março de 1985      |
| Arnold está curtindo muito sair com uma colega de classe, mas seus amigos não acham que ela é boa o suficiente para ele e fazem com que ele termine com ela por uma animadora de torcida. |                |                                                                      |                    |                                                         |                         |
| 168 | 22             | "O Operário (Blue Collar Drummond)"                                  | Gerren Keith       | Robert Jayson e A. Dudley Johnson Jr.                   | 9 de março de 1985      |
| Sr. Drummond vai disfarçado a sua empresa para descobrir como seus empregados se sentem trabalhando lá. |                |                                                                      |                    |                                                         |                         |
| 169 | 23             | "Como Ser Esperto Nas Ruas (Street Smarts)"                          | Gerren Keith       | Gary Coleman e Bruce Taylor                             | 23 de março de 1985     |
| Arnold é assaltado em seu caminho para escola e fica traumatizado, então começa a levar uma faca com ele. Afim de fazer com que Arnold conte sobre o incidente, Sr. Drummond organiza uma demonstração de prevenção de crime em sua escola, mas a demonstração se torna muito real para Arnold. |                |                                                                      |                    |                                                         |                         |
| 170 | 24             | "Um Amigo Especial (A Special Friend)"                               | Gerren Keith       | Ken Hecht e Bob Brunner                                 | 4 de maio de 1985       |
| Arnold e Sam se tornam amigos de uma artista de rua para receio do Sr. Drummond. Quando eles tentam dizer para ela que eles não podem mais se ver, ela começa a sofrer uma convulsão epilética. À princípio, os dois ficam com medo do incidente, mas depois fazem piadas sobre a condição dela. Quando Pearl ouve por acaso eles, ela revela que é epilética, o que faz com que os dois consertem as coisas com sua amiga. Nota: Dana Plato é uma convidada especial. Este é o último episódio a ir ao ar pela NBC. Dixie Carter foi dispensada da série no final da temporada e substituída por Mary Ann Mobley na oitava temporada. |                |                                                                      |                    |                                                         |                         |

### 8ª Temporada: 1985-1986
Em primeira exibição no Brasil a partir do fim de maio de 2011, com exceção do episódio especial "O Sumiço de Sam".
- Conrad Bain, Gary Coleman, Mary Ann Mobley e Danny Cooksey estão presentes em todos os episódios.
- Todd Bridges participa de oito episódios.
- Dana Plato participa de dois episódios.

| # Nº Geral | # Nº Temporada | Título no Brasil (Título Original)                                                    | Diretor(es)     | Roteirista(s)                                       | Exibição original       |
| --- | -------------- | ------------------------------------------------------------------------------------- | --------------- | --------------------------------------------------- | ----------------------- |
| 171 | 1              | "O Sumiço de Sam: Parte 1 (Sam’s Missing: Part 1)"                                    | Gerren Keith    | Ken Hecht e Bob Brunner                             | 27 de setembro de 1985  |
| Donald Brown (Royce D. Applegate), um pai que sofre com a morte de seu filho Tommy, decide sequestrar Sam para substituí-lo. Nota: Este é o primeiro episódio a ir ao ar pela ABC. Mary Ann Mobley substitui Dixie Carter como Maggie. |                |                                                                                       |                 |                                                     |                         |
| 172 | 2              | "O Sumiço de Sam: Parte 2 (Sam’s Missing: Part 2)"                                    | Gerren Keith    | Richard Gurman                                      | 27 de setembro de 1985  |
| Sam consegue ligar para casa e dizer à Arnold onde ele está, dando-lhe o número de telefone. Então a polícia consegue rastrear o número, localizar o sequestrador e prendê-lo, então Sam consegue voltar para casa e se reunir com sua família. |                |                                                                                       |                 |                                                     |                         |
| 173 | 3              | "Uma Ameaça Para Arnold (Bully for Arnold)"                                           | Gerren Keith    | Robert Jayson e A. Dudley Johnson Jr.               | 4 de outubro de 1985    |
| Um cara durão (Forest Whitaker) quer que Arnold tome conta de sua namorada enquanto ele está fora, mas a garota acaba ficando com sentimentos por Arnold. Nota: Jason Hervey faz sua primeira aparição como o amigo de Arnold, Charlie. |                |                                                                                       |                 |                                                     |                         |
| 174 | 4              | "Amor Atarefado (Loves on the Run)"                                                   | Gerren Keith    | Jose Rivera                                         | 11 de outubro de 1985   |
| Sr. Drummond e Maggie estão muito ocupados para passarem um tempo juntos, o que deixa Sam preocupado que o casamento deles pode estar com problemas, então ele e Arnold juntam eles em uma noite romântica à sós. |                |                                                                                       |                 |                                                     |                         |
| 175 | 5              | "Willis Vai Para Faculdade (Willis Goes to College)"                                  | Gerren Keith    | Richard Gurman                                      | 18 de outubro de 1985   |
| Willis tem um tempo difícil para se adaptar à faculdade, então ele decide abandonar. No entanto, ele muda de ideia quando descobre que ele não é o único a ter problemas para se adaptar. |                |                                                                                       |                 |                                                     |                         |
| 176 | 6              | "O Trabalho de Arnold (Arnold’s Job)"                                                 | Gerren Keith    | Ken Hecht e Bob Brunner                             | 25 de outubro de 1985   |
| Arnold espera se tornar um jornalista e acaba conseguindo um emprego em um jornal, mas ele fica desiludido quando é convidado a escrever mensagens ao invés de tirar fotos. |                |                                                                                       |                 |                                                     |                         |
| 177 | 7              | "O Conto dos Dois Professores (A Tale of Two Teachers)"                               | Gerren Keith    | Richard Gurman                                      | 8 de novembro de 1985   |
| Arnold tem que dar uma aula por um dia. No início, Arnold não fica entusiasmado com a tarefa, mas após ler o livro O Conto de Duas Cidades (A Tale of Two Cities), ele fica animado com a oportunidade. Seus colegas, no entanto, dificultam sua tarefa. |                |                                                                                       |                 |                                                     |                         |
| 178 | 8              | "Então Você Quer Ser Um Astro de Rock and Roll (So You Want to Be a Rock Star)"       | Mel Ferber      | Al Aidekman e Barry Rubinowitz                      | 15 de novembro de 1985  |
| Arnold tenta aprender a tocar saxofone para impressionar uma garota, mas ele é tão ruim que seus amigos decidem expulsá-lo da banda de rock. Nota: O músico Clarence Clemons é um convidado especial. |                |                                                                                       |                 |                                                     |                         |
| 179 | 9              | "Não Fale Mal (Speak No Evil)"                                                        | Gerren Keith    | Glenn Padnick                                       | 29 de novembro de 1985  |
| Arnold e seus amigos descobrem que um grupo de suprematistas brancos estará falando no campus, então eles planejam interromper a assembleia jogando comida podre neles. Quando o Sr. Drummond descobre, ele se opõe ao comportamento de Arnold, dizendo que o grupo tem tanto direito de falar assim como todos segundo a Primeira Emenda. Isso leva o resto da família a optar por lados diferentes, mas logo Arnold se conscientiza e acaba concordando com o pensamento de seu pai. |                |                                                                                       |                 |                                                     |                         |
| 180 | 10             | "A Má Reputação de Arnold (Arnold’s Bad Rep)"                                         | Mel Ferber      | Robert Jayson, A. Dudley Johnson Jr. e Jose Rivera  | 6 de dezembro de 1985   |
| Arnold mente para seus amigos sobre ter relações sexuais com uma garota, o que leva Arnold a decidir ter relações de verdade, mas ele não está preparado. |                |                                                                                       |                 |                                                     |                         |
| 181 | 11             | "A Festa é Minha e Eu Vou Chorar Se Quiser (It’s My Party and I’ll Cry If I Want To)" | Gerren Keith    | Al Aidekman                                         | 13 de dezembro de 1985  |
| Sam consegue que um popular apresentador infantil vá para sua festa de aniversário, mas acaba se decepcionando quando seus amigos estão mais interessados no convidado do que nele. |                |                                                                                       |                 |                                                     |                         |
| 182 | 12             | "A Iniciação de Arnold (Arnold’s Initiation)"                                         | Tony Singletary | Robert Jayson e A. Dudley Johnson Jr.               | 10 de janeiro de 1986   |
| Arnold faz uma brincadeira na loja de hambúrgueres, com o propósito de entrar em um clube, mas sua brincadeira faz um trabalhador mentalmente desafiado (John Schuck) ser demitido, então Arnold tenta consertar as coisas. |                |                                                                                       |                 |                                                     |                         |
| 183 | 13             | "Bulimia (Bulimia)"                                                                   | Barbara Schultz | Janna Lowell, Ken Hecht e Bob Brunner               | 17 de janeiro de 1986   |
| Arnold se torna culpado quando a comida começa a desaparecer da casa, mas ele logo descobre que Kimberly, que tem bulimia, é quem está comendo toda a comida da casa. Nota: Última aparição de Dana Plato como Kimberly Drummond. |                |                                                                                       |                 |                                                     |                         |
| 184 | 14             | "O Irmão Mais Velho do Sam (Sam’s Big Brother)"                                       | Mel Ferber      | Susan H. Lee                                        | 24 de janeiro de 1986   |
| Sam começa a sair muito mais com Willis do que com Arnold, fazendo Arnold se sentir deixado de lado. Enquanto isso, o Sr. Drummond está entusiasmado para ver o cometa de Halley com a família, mas a rivalidade fraternal quase arruína a ocasião. |                |                                                                                       |                 |                                                     |                         |
| 185 | 15             | "A Teia de Mentiras de Arnold (Arnold’s Tangled Web)"                                 | Selig Frank     | Barry Rubinowitz                                    | 31 de janeiro de 1986   |
| Arnold pede a um falsificador (Chick Vennera) para ajudá-lo a esconder uma nota ruim do Sr. Drummond, mas a farsa se torna cada vez mais complicado de manter. |                |                                                                                       |                 |                                                     |                         |
| 186 | 16             | "O Estilo de Vida dos Pobres Desconhecidos (Lifestyles of the Pool and Unknown)"      | Mel Ferber      | Barry Gold                                          | 7 de fevereiro de 1986  |
| Sam entra em uma briga no Hamburger Hangar com Kurt, um garoto (Carl Steven) que constantemente pega no pé dele. Sam mais tarde descobre que Kurt é um filho adotivo e que é tem muita inveja de tudo o que Sam tem. Nota: Última aparição de Mary Ann Mobley como Maggie McKinney. |                |                                                                                       |                 |                                                     |                         |
| 187 | 17             | "O Grande Suborno (The Big Bride)"                                                    | Mel Ferber      | Janna Lowell, Robert Jayson e A. Dudley Johnson Jr. | 21 de fevereiro de 1986 |
| Willis convida a irmã de uma de suas velhas namoradas (Robin Givens) para sair com Arnold em troca de alguns ingressos para um show. Mas quando Arnold descobre a verdade, ele fica com raiva do que Willis fez, mas no final a garota acaba gostando dele de verdade. Nota: Última aparição de Todd Bridges como Willis Jackson. |                |                                                                                       |                 |                                                     |                         |
| 188 | 18             | "O Clube de Fotografia (The Photo Club)"                                              | Jeremiah Morris | Robert Jayson e A. Dudley Johnson Jr.               | 28 de fevereiro de 1986 |
| Arnold e Lisa ficam presos trabalhando juntos em uma tarefa escolar na câmara escura da escola. Isso leva os dois a se entenderem e ambos acabam se gostando, mas isso não dura muito tempo. Nota: Última aparição de Mary Jo Catlett como Pearl Gallagher. |                |                                                                                       |                 |                                                     |                         |
| 189 | 19             | "A Primeira Página (The Front Page)"                                                  | Gerren Keith    | Al Aidekman e Richard Gurman                        | 7 de março de 1986      |
| Arnold descobre que vários atletas na escola estão usando esteroides e anabolizantes, então ele se disfarçar para expor toda a história. Nota: Peter DeLuise interpreta um dos atletas. Última aparição de Gary Coleman como Arnold Jackson, Conrad Bain como Phillip Drummond, Danny Cooksey como Sam McKinney e Shavar Ross como Dudley Ramsey. Esse é o último episódio da série.                                                                                                   |                |                                                                                       |                 |                                                     |                         |